# Großer Preis von Baden

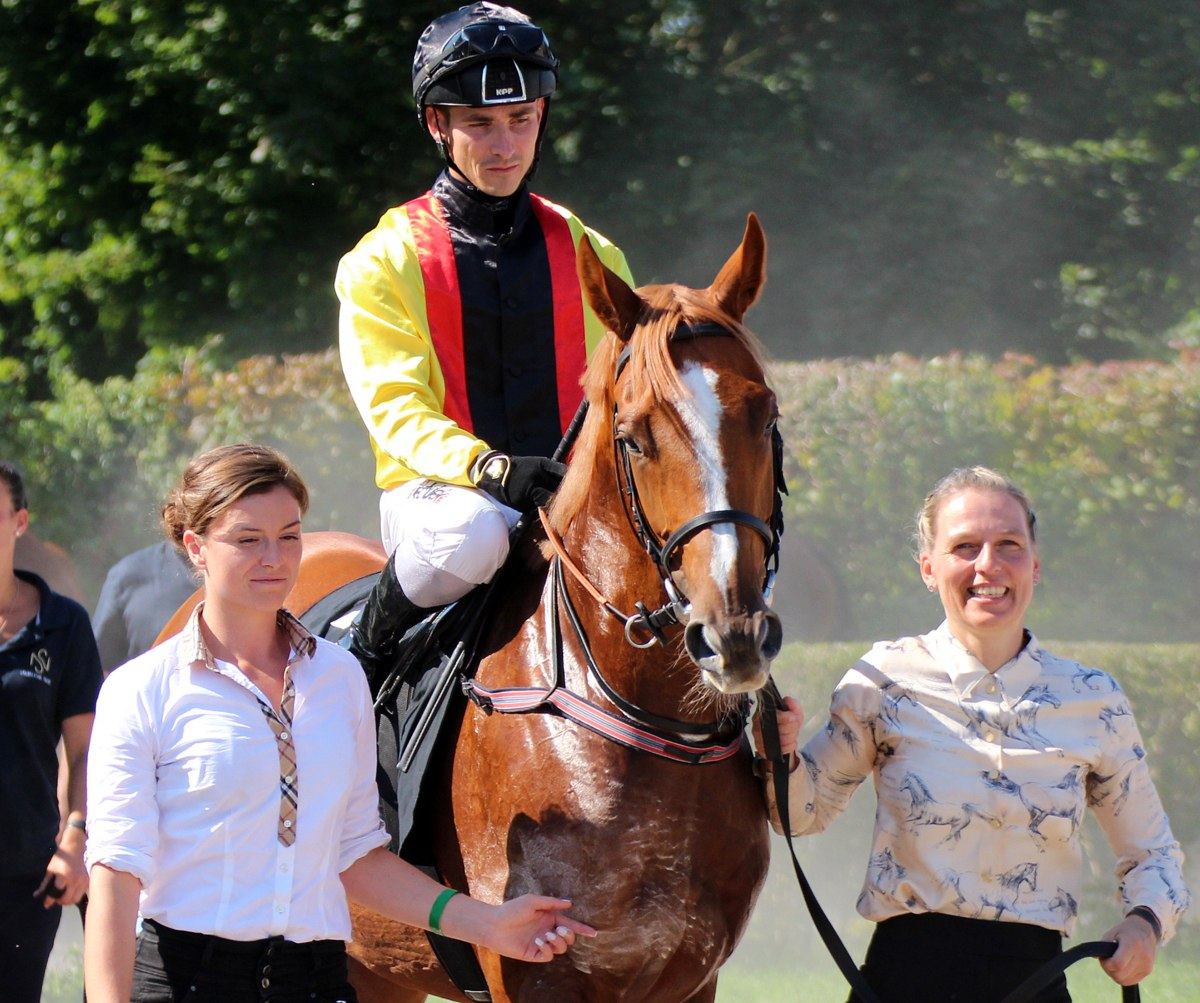
Torquator Tasso, Sieger im Großen Preis von Baden 2021

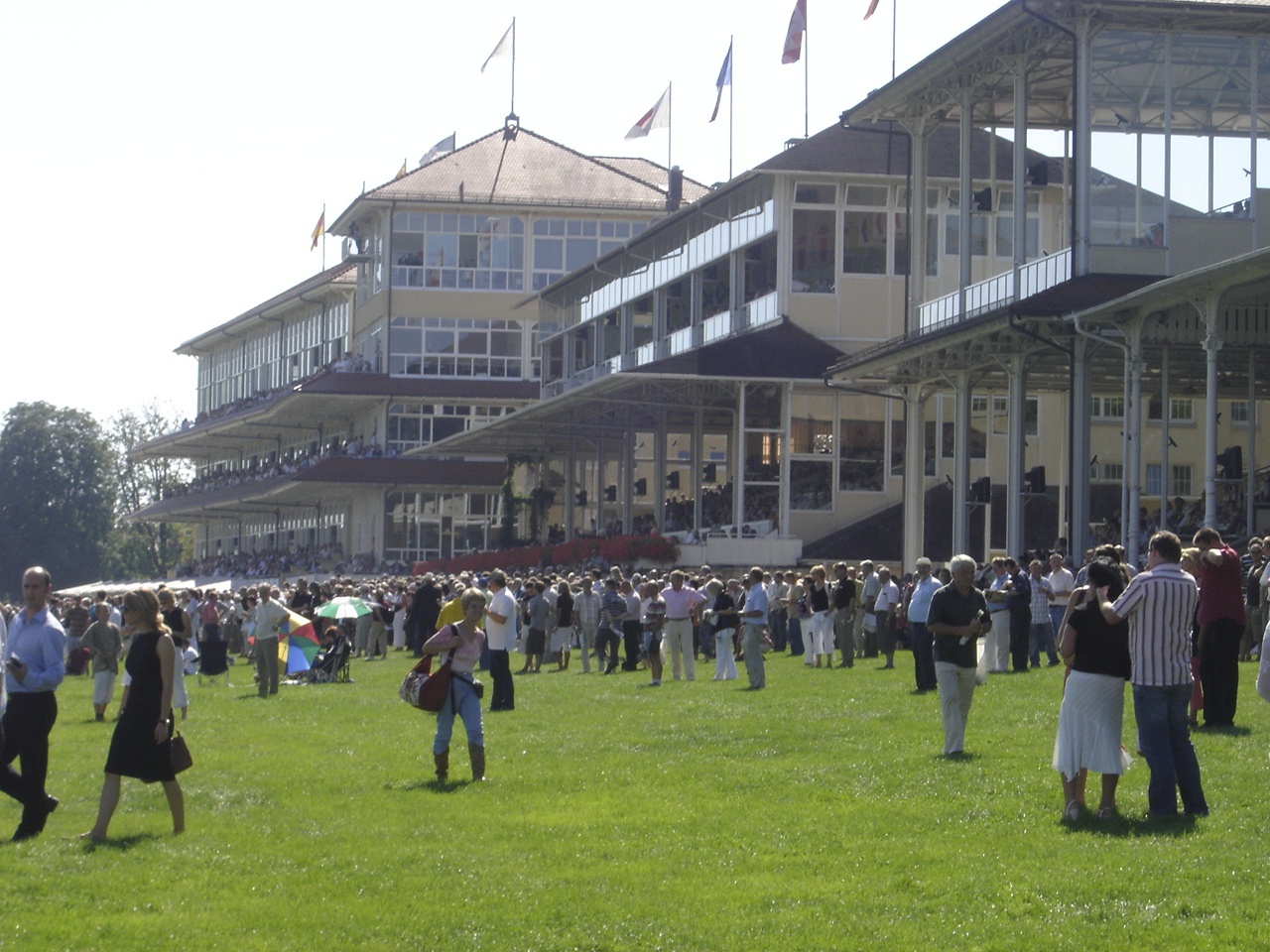
Die Rennbahn in Iffezheim. Austragungsstätte des Großen Preis von Baden

Der Große Preis von Baden ist ein Galopprennen, das seit 1858 im Rahmen der „Großen Woche“ auf dem Rennplatz Iffezheim bei Baden-Baden gelaufen wird. Das Rennen gilt als die wichtigste und bedeutendste Prüfung für dreijährige und ältere Englische Vollblüter in Deutschland. In den Jahren 2000 bis 2005 zählte das Rennen zu der „World Racing Series Championship“ und damit zu den 13 wichtigsten Galopprennen der Welt.
Die ungarische Stute Kincsem und der deutsche Hengst Oleander sind die bislang einzigen Pferde, die das Rennen dreimal gewannen. Nach ihnen wurde in Iffezheim deshalb jeweils eine Straße benannt.
Der Große Preis von Baden ist ein Flachrennen der Kategorie Gruppe 1 (Gr. I) über 2400 Meter und wird jährlich Anfang September ausgetragen. 2023 soll das Rennen erstmals mit einer Dotierung von 400.000 € ausgetragen werden.

## Gewinner seit 1968
| Jahr      | Sieger           | Alter | Jockey               | Trainer                | Besitzer                                | Zeit    | Land                   |
| --------- | ---------------- | ----- | -------------------- | ---------------------- | --------------------------------------- | ------- | ---------------------- |
| 1968      | Luciano          | 4     | Oskar Langner        | Sven von Mitzlaff      | Stall Primerose                         | 2:38.10 | Deutschland            |
| 1969      | Stratford        | 5     | Carlo Ferrari        | Federico Regoli        | Scuderia Ticino                         | 2:40.00 | Italien                |
| 1970      | Alpenkönig       | 3     | Fritz Drechsler      | Heinz Jentzsch         | Gestüt Schlenderhan                     | 2:34.00 | Deutschland            |
| 1971      | Cortez           | 6     | Oskar Langner        | Sven von Mitzlaff      | Gestüt Zoppenbroich                     | 2:32.20 | Deutschland            |
| 1972      | Caracol          | 3     | Oskar Langner        | Sven von Mitzlaff      | Gestüt Fährhof                          | 2:30.50 | Deutschland            |
| 1973      | Athenagoras      | 3     | Harro Remmert        | Sven von Mitzlaff      | Gestüt Zoppenbroich                     | 2:32.00 | Deutschland            |
| 1974 i *  | Meautry          | 4     | E. Sauvaget          | G. Pézeril             | F. Baral                                | 2:34.60 | Frankreich             |
| 1974 ii * | Marduk           | 3     | Peter Remmert        | Hein Bollow            | Countess Batthyany                      | 2:34.80 | Deutschland            |
| 1975      | Marduk           | 4     | Peter Remmert        | Hein Bollow            | Margit von Batthyány                    | 2:41.00 | Deutschland            |
| 1976      | Sharper          | 3     | Willie Carson        | Andreas Hecker         | Arthur van Kaick                        | 2:38.00 | Deutschland            |
| 1977      | Windwurf         | 5     | Geoff Lewis          | Heinz Gummelt          | Gestüt Ravensberg                       | 2:32.40 | Deutschland            |
| 1978      | Valour           | 3     | John Reid            | Fulke Johnson Houghton | George Ward                             | 2:38.40 | Vereinigtes Konigreich |
| 1979      | M-Lolshan        | 4     | Brian Taylor         | Ryan Price             | Essa Alkhalifa                          | 2:30.90 | Vereinigtes Konigreich |
| 1980      | Nebos            | 4     | Lutz Mäder           | Hein Bollow            | Margit von Batthyány                    | 2:37.60 | Deutschland            |
| 1981      | Pelerin          | 4     | Greville Starkey     | Harry Wragg            | Sir Philip Oppenheimer                  | 2:27.60 | Vereinigtes Konigreich |
| 1982      | Glint of Gold    | 4     | Pat Eddery           | Ian Balding            | Paul Mellon                             | 2:29.10 | Vereinigtes Konigreich |
| 1983      | Diamond Shoal    | 4     | Steve Cauthen        | Ian Balding            | Paul Mellon                             | 2:28.00 | Vereinigtes Konigreich |
| 1984      | Strawberry Road  | 5     | Brent Thomson        | John Nicholls          | Singleton / Stehr                       | 2:29.60 | Frankreich             |
| 1985      | Gold and Ivory   | 4     | Steve Cauthen        | Ian Balding            | Paul Mellon                             | 2:37.80 | Vereinigtes Konigreich |
| 1986      | Acatenango       | 4     | Georg Bocskai        | Heinz Jentzsch         | Gestüt Fährhof                          | 2:28.30 | Deutschland            |
| 1987      | Acatenango       | 5     | Georg Bocskai        | Heinz Jentzsch         | Gestüt Fährhof                          | 2:34.70 | Deutschland            |
| 1988      | Carroll House    | 3     | Bruce Raymond        | Michael Jarvis         | Antonio Balzarini                       | 2:52.70 | Vereinigtes Konigreich |
| 1989      | Mondrian         | 3     | Kevin Woodburn       | Uwe Stoltefuß          | Stall Hanse                             | 2:29.68 | Deutschland            |
| 1990      | Mondrian         | 4     | Manfred Hofer        | Uwe Stoltefuß          | Stall Hanse                             | 2:34.65 | Deutschland            |
| 1991      | Lomitas          | 3     | Peter Schiergen      | Andreas Wöhler         | Gestüt Fährhof                          | 2:28.81 | Deutschland            |
| 1992      | Mashaallah       | 4     | John Reid            | John Gosden            | Ahmed Al Maktoum                        | 2:37.83 | Vereinigtes Konigreich |
| 1993      | Lando            | 3     | Andrzej Tylicki      | Heinz Jentzsch         | Gestüt Ittlingen                        | 2:28.20 | Deutschland            |
| 1994      | Lando            | 4     | Peter Schiergen      | Heinz Jentzsch         | Gestüt Ittlingen                        | 2:27.33 | Deutschland            |
| 1995      | Germany          | 4     | Frankie Dettori      | Bruno Schütz           | Jaber Abdullah                          | 2:37.72 | Deutschland            |
| 1996      | Pilsudski        | 4     | Walter Swinburn      | Michael Stoute         | Arnold Weinstock                        | 2:26.74 | Vereinigtes Konigreich |
| 1997      | Borgia           | 3     | Kieren Fallon        | Bruno Schütz           | Gestüt Ammerland                        | 2:28.56 | Deutschland            |
| 1998      | Tiger Hill       | 3     | Andreas Suborics     | Peter Schiergen        | Georg Baron von Ullmann                 | 2:40.16 | Deutschland            |
| 1999      | Tiger Hill       | 4     | Terence Hellier      | Peter Schiergen        | Georg Baron von Ullmann                 | 2:29.91 | Deutschland            |
| 2000      | Samum            | 3     | Andrasch Starke      | Andreas Schütz         | Stall Blankenese                        | 2:38.95 | Deutschland            |
| 2001      | Morshdi          | 3     | Philip Robinson      | Michael Jarvis         | Darley Stud                             | 2:31.27 | Vereinigtes Konigreich |
| 2002      | Marienbard       | 5     | Frankie Dettori      | Saeed bin Suroor       | Godolphin                               | 2:34.93 | Vereinigtes Konigreich |
| 2003      | Mamool           | 4     | Frankie Dettori      | Saeed bin Suroor       | Godolphin                               | 2:32.75 | Vereinigtes Konigreich |
| 2004      | Warrsan          | 6     | Kerrin McEvoy        | Clive Brittain         | Saeed Manana                            | 2:32.79 | Vereinigtes Konigreich |
| 2005      | Warrsan          | 7     | Kerrin McEvoy        | Clive Brittain         | Saeed Manana                            | 2:34.42 | Vereinigtes Konigreich |
| 2006      | Prince Flori     | 3     | Filip Minarik        | Sascha Smrczek         | Stall Reni                              | 2:33.87 | Deutschland            |
| 2007      | Quijano          | 5     | Andrasch Starke      | Peter Schiergen        | Gestüt Fährhof                          | 2:28.19 | Deutschland            |
| 2008      | Kamsin           | 3     | Johan Victoire       | Peter Schiergen        | Stall Blankenese                        | 2:37.68 | Deutschland            |
| 2009      | Getaway          | 6     | Adrie de Vries       | Jens Hirschberger      | Georg Baron von Ullmann                 | 2:36.06 | Deutschland            |
| 2010      | Night Magic      | 4     | Filip Minarik        | Wolfgang Figge         | Stall Salzburg                          | 2:32.73 | Deutschland            |
| 2011      | Danedream        | 3     | Andrasch Starke      | Peter Schiergen        | Gestüt Burg Eberstein                   | 2:37.52 | Deutschland            |
| 2012      | Danedream        | 4     | Andrasch Starke      | Peter Schiergen        | Eberstein & Yoshida                     | 2:36.23 | Deutschland            |
| 2013      | Novellist        | 4     | Eduardo Pedroza      | Andreas Wöhler         | Christoph Berglar                       | 2:33.90 | Deutschland            |
| 2014      | Ivanhowe         | 4     | Filip Minarik        | Jean-Pierre Carvalho   | Gestüt Schlenderhan                     | 2:36.30 | Deutschland            |
| 2015      | Prince Gibraltar | 4     | Fabrice Veron        | Jean-Claude Rouget     | Jean-Francois Gribomont                 | 2:31.48 | Frankreich             |
| 2016      | Iquitos          | 4     | Ian Ferguson         | Hans-Juergen Groeschel | Stall Mulligan                          | 2:33.79 | Deutschland            |
| 2017      | Guignol          | 5     | Filip Minarik        | Jean-Pierre Carvalho   | Stall Ullmann                           | 2:32,55 | Deutschland            |
| 2018      | Best Solution    | 4     | Pat Cosgrave         | Saeed bin Suroor       | Godolphin                               | 2:37,30 | Vereinigtes Konigreich |
| 2019      | Ghaiyyath        | 4     | William Buick        | Charlie Appleby        | Godolphin                               | 2:30,08 | Vereinigtes Konigreich |
| 2020      | Barney Roy       | 6     | James Doyle          | Charlie Appleby        | Godolphin                               | 2:39,52 | Vereinigtes Konigreich |
| 2021      | Torquator Tasso  | 4     | Rene Piechulek       | Marcel Weiß            | Gestüt Auenquelle                       | 2:29,20 | Deutschland            |
| 2022      | Mendocino        | 4     | Rene Piechulek       | Sarah Steinberg        | Stall Salzburg                          | 2:38,71 | Deutschland            |
| 2023      | Zagrey           | 4     | Christophe Soumillon | Yann Barberot          | Ecurie Altima & Gerard Augustin-Normand | 2:39,77 | Frankreich             |
| 2024      | Fantastic Moon   | 4     | Rene Piechulek       | Sarah Steinberg        | Liberty Racing 2021                     | 2:28,03 | Deutschland            |